# Kunštatka
Kunštatka je zaniklá usedlost v Praze 8-Libni v ulici Pod plynojemem.

## Historie
Kunštatka původně patřila do katastru Královských Vinohrad. Stála v jeho severovýchodní části jižně od Palmovky při bývalé brandýské cestě, mezi usedlostmi Slunková a Broučková. V 17. století ji vlastnil novoměstský radní Daniel Kunštat, roku 1648 povýšený na vladyku.
V polovině 18. století byla její majitelkou Anna Westermayerová. V té době k usedlosti patřila převážně pole, menší část pozemků zabíraly vinice a pastviny. Počátkem 20. století náležela Karlovi ze Schluderbachu.
Zanikla pravděpodobně v 1. polovině 20. století.